# Liste der Nummer-eins-Country-Alben in den USA (2020)
Dies ist eine Liste der Nummer-eins-Alben in den von Billboard ermittelten Verkaufscharts für Country-Alben in den USA im Jahr 2020.

| ← 2019 ← | Liste der Nummer-eins-Country-Alben in den USA | Liste der Nummer-eins-Country-Alben in den USA | Liste der Nummer-eins-Country-Alben in den USA                     | 2021 →                    |
| \| Zeitraum \| Wo. ges. \| Interpret \| Titel \| Zusätzliche Informationen \| \| (Zeitraum, Wochen auf Platz eins, Interpret, Titel, zusätzliche Informationen) \| \| \| \| \| \| ------------------------------------------------------------------------------ \| -------- \| ----------------------------- \| ------------------------------------------------------------------ \| ------------------------- \| \| 28. Dezember 2019 – 3. Januar 2020 1 Woche (insgesamt 1) \| 1 \| Blake Shelton \| Fully Loaded: God’s Country[1] \| — \| \| 4. Januar 2020 – 10. Januar 2020 1 Woche (insgesamt 1) \| 1 \| Burl Ives \| Original Sound Track and Music from Rudolph the Red-Nosed Reindeer \| — \| \| 11. Januar 2020 – 31. Januar 2020 3 Wochen (insgesamt 37) \| 37 \| Luke Combs \| What You See Is What You Get[2] \| — \| \| 1. Februar 2020 – 7. Februar 2020 1 Woche (insgesamt 1) \| 1 \| Little Big Town \| Nightfall[3] \| — \| \| 8. Februar 2020 – 3. April 2020 8 Wochen (insgesamt 37) \| 37 \| Luke Combs \| What You See Is What You Get \| — \| \| 4. April 2020 – 10. April 2020 1 Woche (insgesamt 1) \| 1 \| Kenny Rogers \| The Best Of Kenny Rogers: Through The Years \| — \| \| 11. April 2020 – 17. April 2020 1 Woche (insgesamt 37) \| 37 \| Luke Combs \| What You See Is What You Get \| — \| \| 18. April 2020 – 1. Mai 2020 2 Wochen (insgesamt 2) \| 2 \| Sam Hunt \| Southside \| — \| \| 2. Mai 2020 – 15. Mai 2020 2 Wochen (insgesamt 37) \| 37 \| Luke Combs \| What You See Is What You Get \| — \| \| 16. Mai 2020 – 22. Mai 2020 1 Woche (insgesamt 1) \| 1 \| Kenny Chesney \| Here and Now \| — \| \| 23. Mai 2020 – 29. Mai 2020 1 Woche (insgesamt 37) \| 37 \| Luke Combs \| What You See Is What You Get \| — \| \| 30. Mai 2020 – 5. Juni 2020 1 Woche (insgesamt 1) \| 1 \| Jason Isbell and The 400 Unit \| Reunions \| — \| \| 6. Juni 2020 – 12. Juni 2020 1 Woche (insgesamt 37) \| 37 \| Luke Combs \| What You See Is What You Get \| — \| \| 13. Juni 2020 – 19. Juni 2020 1 Woche (insgesamt 1) \| 1 \| Jimmy Buffett \| Life On The Flip Side \| — \| \| 20. Juni 2020 – 30. Juli 2020 6 Wochen (insgesamt 37) \| 37 \| Luke Combs \| What You See Is What You Get \| — \| \| 1. August 2020 – 14. August 2020 2 Wochen (insgesamt 2) \| 2 \| The Chicks \| Gaslighter \| — \| \| 15. August 2020 – 21. August 2020 1 Woche (insgesamt 2) \| 2 \| Morgan Wallen \| If I Know Me \| — \| \| 22. August 2020 – 28. August 2020 1 Woche (insgesamt 1) \| 1 \| Luke Bryan \| Born Here Live Here Die Here \| — \| \| 29. August 2020 – 4. September 2020 1 Woche (insgesamt 2) \| 2 \| Morgan Wallen \| If I Know Me \| — \| \| 5. August 2020 – 11. September 2020 5 Wochen (insgesamt 1) \| 1 \| Tim McGraw \| Here On Earth \| — \| \| 12. September 2020 – 2. Oktober 2020 3 Wochen (insgesamt 37) \| 37 \| Luke Combs \| What You See Is What You Get \| — \| \| 3. Oktober 2020 – 9. Oktober 2020 1 Woche (insgesamt 1) \| 1 \| Keith Urban \| The Speed of Now, Part 1 \| — \| \| 10. Oktober 2020 – 16. Oktober 2020 1 Woche (insgesamt 5) \| 5 \| Carrie Underwood \| My Gift \| — \| \| 17. Oktober 2020 – 23. Oktober 2020 1 Woche (insgesamt 1) \| 1 \| Dolly Parton \| A Holly Dolly Christmas \| — \| \| 24. Oktober 2020 – 27. November 2020 5 Wochen (insgesamt 37) \| 37 \| Luke Combs \| What You See Is What You Get \| — \| \| 28. November 2020 – 4. Dezember 2020 1 Woche (insgesamt 1) \| 1 \| Chris Stapleton \| Starting Over \| — \| \| 5. Dezember 2020 – 11. Dezember 2020 1 Woche (insgesamt 37) \| 37 \| Luke Combs \| What You See Is What You Get \| — \| \| 12. Dezember 2020 – 8. Januar 2021 4 Wochen (insgesamt 5) \| 5 \| Carrie Underwood \| My Gift \| — \| |                                                |                                                |                                                                    |                           |
| ← 2019 |                                                |                                                |                                                                    | → 2021 →                  |
| Zeitraum | Wo. ges.                                       | Interpret                                      | Titel                                                              | Zusätzliche Informationen |
| (Zeitraum, Wochen auf Platz eins, Interpret, Titel, zusätzliche Informationen) |                                                |                                                |                                                                    |                           |
| 28. Dezember 2019 – 3. Januar 2020 1 Woche (insgesamt 1) | 1                                              | Blake Shelton                                  | Fully Loaded: God’s Country                                        | —                         |
| 4. Januar 2020 – 10. Januar 2020 1 Woche (insgesamt 1) | 1                                              | Burl Ives                                      | Original Sound Track and Music from Rudolph the Red-Nosed Reindeer | —                         |
| 11. Januar 2020 – 31. Januar 2020 3 Wochen (insgesamt 37) | 37                                             | Luke Combs                                     | What You See Is What You Get                                       | —                         |
| 1. Februar 2020 – 7. Februar 2020 1 Woche (insgesamt 1) | 1                                              | Little Big Town                                | Nightfall                                                          | —                         |
| 8. Februar 2020 – 3. April 2020 8 Wochen (insgesamt 37) | 37                                             | Luke Combs                                     | What You See Is What You Get                                       | —                         |
| 4. April 2020 – 10. April 2020 1 Woche (insgesamt 1) | 1                                              | Kenny Rogers                                   | The Best Of Kenny Rogers: Through The Years                        | —                         |
| 11. April 2020 – 17. April 2020 1 Woche (insgesamt 37) | 37                                             | Luke Combs                                     | What You See Is What You Get                                       | —                         |
| 18. April 2020 – 1. Mai 2020 2 Wochen (insgesamt 2) | 2                                              | Sam Hunt                                       | Southside                                                          | —                         |
| 2. Mai 2020 – 15. Mai 2020 2 Wochen (insgesamt 37) | 37                                             | Luke Combs                                     | What You See Is What You Get                                       | —                         |
| 16. Mai 2020 – 22. Mai 2020 1 Woche (insgesamt 1) | 1                                              | Kenny Chesney                                  | Here and Now                                                       | —                         |
| 23. Mai 2020 – 29. Mai 2020 1 Woche (insgesamt 37) | 37                                             | Luke Combs                                     | What You See Is What You Get                                       | —                         |
| 30. Mai 2020 – 5. Juni 2020 1 Woche (insgesamt 1) | 1                                              | Jason Isbell and The 400 Unit                  | Reunions                                                           | —                         |
| 6. Juni 2020 – 12. Juni 2020 1 Woche (insgesamt 37) | 37                                             | Luke Combs                                     | What You See Is What You Get                                       | —                         |
| 13. Juni 2020 – 19. Juni 2020 1 Woche (insgesamt 1) | 1                                              | Jimmy Buffett                                  | Life On The Flip Side                                              | —                         |
| 20. Juni 2020 – 30. Juli 2020 6 Wochen (insgesamt 37) | 37                                             | Luke Combs                                     | What You See Is What You Get                                       | —                         |
| 1. August 2020 – 14. August 2020 2 Wochen (insgesamt 2) | 2                                              | The Chicks                                     | Gaslighter                                                         | —                         |
| 15. August 2020 – 21. August 2020 1 Woche (insgesamt 2) | 2                                              | Morgan Wallen                                  | If I Know Me                                                       | —                         |
| 22. August 2020 – 28. August 2020 1 Woche (insgesamt 1) | 1                                              | Luke Bryan                                     | Born Here Live Here Die Here                                       | —                         |
| 29. August 2020 – 4. September 2020 1 Woche (insgesamt 2) | 2                                              | Morgan Wallen                                  | If I Know Me                                                       | —                         |
| 5. August 2020 – 11. September 2020 5 Wochen (insgesamt 1) | 1                                              | Tim McGraw                                     | Here On Earth                                                      | —                         |
| 12. September 2020 – 2. Oktober 2020 3 Wochen (insgesamt 37) | 37                                             | Luke Combs                                     | What You See Is What You Get                                       | —                         |
| 3. Oktober 2020 – 9. Oktober 2020 1 Woche (insgesamt 1) | 1                                              | Keith Urban                                    | The Speed of Now, Part 1                                           | —                         |
| 10. Oktober 2020 – 16. Oktober 2020 1 Woche (insgesamt 5) | 5                                              | Carrie Underwood                               | My Gift                                                            | —                         |
| 17. Oktober 2020 – 23. Oktober 2020 1 Woche (insgesamt 1) | 1                                              | Dolly Parton                                   | A Holly Dolly Christmas                                            | —                         |
| 24. Oktober 2020 – 27. November 2020 5 Wochen (insgesamt 37) | 37                                             | Luke Combs                                     | What You See Is What You Get                                       | —                         |
| 28. November 2020 – 4. Dezember 2020 1 Woche (insgesamt 1) | 1                                              | Chris Stapleton                                | Starting Over                                                      | —                         |
| 5. Dezember 2020 – 11. Dezember 2020 1 Woche (insgesamt 37) | 37                                             | Luke Combs                                     | What You See Is What You Get                                       | —                         |
| 12. Dezember 2020 – 8. Januar 2021 4 Wochen (insgesamt 5) | 5                                              | Carrie Underwood                               | My Gift                                                            | —                         |